# Ploaghe
Ploaghe (sardinsky: Piàghe) je italská obec (comune) v provincii Sassari v regionu Sardinie. Nachází se ve výšce 427 metrů nad mořem a má přibližně 4 300 obyvatel. Rozloha obce je 96,27 km².